# Titularbistum Nebbio
Das Bistum Nebbio ist heute ein Titularbistum der römisch-katholischen Kirche. Es geht zurück auf einen früheren Bischofssitz in der Landschaft Nebbio auf der Insel Korsika. Das historische Bistum Nebbio gehörte der Kirchenprovinz Genua und später Frankreich an.
| Titularbischöfe von Nebbio |                                                             |                       |               |     |
| Nr.                        | Name                                                        | Amt                   | von           | bis |
| 1                          | Francisco Montecillo Padilla Titularerzbischof pro hac vice | Apostolischer Nuntius | 1. April 2006 |     |